# Clémentine Charuel
Clémentine Charuel, née en 1994, est une compositrice, cheffe d'orchestre et pianiste française basée à Paris. Ses œuvres sont écrites majoritairement pour le cinéma.

## Biographie
Clémentine Charuel commence ses études musicales dans les conservatoires de Paris à l’âge de sept ans où elle choisit le piano (classe de Dana Ciocarlie). Après son diplôme d'études musicales au Conservatoire à rayonnement régional de Paris obtenu avec les félicitations du jury à l'unanimité, elle s’intéresse de plus en plus à la composition. Alors que l'étudiante poursuit son chemin à Paris IV-Sorbonne (en licence de musique et musicologie), elle intègre en parallèle le conservatoire de Levallois en musique à l’image entre 2013 et 2016. Élève d'Ariel Alonso pour la direction de chœur en 2016 au sein du conservatoire Gustave Charpentier (18e arrondissement), Clémentine Charuel s'oriente vers un master de recherche en musicologie. Son mémoire porte sur Deep Purple de 1968 à 1975 : logique vectorielle et analyse des patterns harmoniques. À partir de 2017, la compositrice part au Berklee College of Music. Elle a l'opportunité d'enregistrer sa musique dans de nombreux studios dont Associated Independent Recording (AIR Studios), compagnie londonienne fondée par le producteur des Beatles.  Désormais diplômée summa cum laude, Clémentine Charuel travaille en tant qu’assistante pour deux compositeurs à Paris et persévère dans une carrière de compositrice de musique à l’image.
Le 16 mars 2021, la compositrice participe à une table en ligne dont le sujet, les inégalités de genre dans la musique, débouche sur un débat ouvert à tous.

## Prix et distinctions
En 2019, elle reçoit le Premier Prix pour l'écriture musicale d'un film expérimental de l'OST Challenge et le Prix Lucy et Didier Lean Rachou pour sa participation au American Society of Composers, Authors and Publishers (ASCAP) Film Scoring Workshop, où elle a enregistré sa musique dans les studios Fox,.

## Œuvre

### Musiques de films
- Colette et la salle B-12, Alexandra Karamisaris, 2015[6]
- Cherry, long métrage de Sophie Galibert, a remporté un prix au Festival du film de Tribeca en 2022[7].

### Orchestre
- Once Upon a Time in Paris, pour orchestre symphonique, piano et alto, 2019[8].